# Cow Days
"Cow Days" é o décimo terceiro episódio da segunda temporada da série de desenho animado estadunidense South Park, e o de número 26 da série em geral. Escrito por Trey Parker e David Goodman, e dirigido por Parker, o episódio foi transmitido originalmente em 30 de setembro de 1998 através do canal de televisão Comedy Central. No episódio, a cidade é sede de um festival chamado "Dia da Vaca" (Cow Days).

## Enredo
O casal Tom e Mary ganham uma viagem a South Park para o festival do "Dia da Vaca" (Cow Days). Kyle, Stan, Eric e Kenny estão no festival, mas acham o mesmo pouco divertido. Eles encontram uma barraca com um jogo de bola que lhes permite a chance de ganhar um par de bonecos do Terrance e Phillip, mas o jogo é manipulado e não pode ser vencido. Kyle tenta alertar o oficial Barbrady sobre a trapaça, mas seu último lance é bem sucedido. Uma vez que o oficial se foi, o responsável do jogo lhes diz que eles precisam ganhar sete vezes para conquistar os bonecos. Eles decidem inscrever Cartman no concurso rodeio para tentar ganhar cinco mil dólares, dinheiro suficiente para jogar até conseguir o prêmio.
Enquanto isso, todas as vacas da cidade descobrem o símbolo do festival, um relógio em forma de Buda com a cabeça de uma vaca que muge a cada hora, utilizando o mesmo para iniciar seu próprio culto. O casal visitante é acusado de roubar o relógio e é preso. Os habitantes da cidade encontram mais tarde as vacas e as confrontam, antes de testemunharem um suicídio em massa dos animais. Durante um treinamento para o concurso de rodeio, Cartman bate na cabeça e começa a acreditar que é uma prostituta vietnamita. Os meninos o inscrevem no concurso de qualquer maneira e o garoto ganha o grande prêmio. A memória de Cartman retorna durante a noite.
O responsável pelo jogo de bola decide deixar os meninos comprarem os bonecos com os seus cinco mil dólares em vez de jogar para ganharem. Os meninos descobrem que os bonecos não são autênticos e sim baratos. Kyle recorre à Barbrady, fazendo com que todos os outros percebam o coxo do festival, levando os trabalhadores a serem presos à medida que a cidade se rebela. Tom e Mary acabam sendo esquecidos e morrem de fome na prisão. Um plano para cobrir as mortes é organizado; todo mundo é instruído a afirmar que o casal nunca chegou a South Park.

## Lançamento caseiro
Todos os 18 episódios da segunda temporada, incluindo "Cow Days", foram lançados em um box set de DVD em 3 de junho de 2003.